# Athidiplosis bullata
Athidiplosis bullata är en tvåvingeart som beskrevs av Gagne 1993. Athidiplosis bullata ingår i släktet Athidiplosis och familjen gallmyggor.
Artens utbredningsområde är Kenya. Inga underarter finns listade i Catalogue of Life.